# 古賀颯人
古賀 颯人（こが はやと、1997年9月13日 - ）は、日本の柔道家。神奈川県川崎市出身。階級は73kg級。身長174cm。血液型はA型。段位は四段。組み手は右組み。得意技は内股。
父親はバルセロナオリンピック71kg級金メダリストの古賀稔彦。弟は世界カデ60kg級で優勝した古賀玄暉。妹は講道館杯で優勝した古賀ひより。

## 経歴
柔道は3歳の時に始めると、その後父親が開設した古賀塾の所属となった。小学校6年生の時には全国小学生学年別柔道大会50kg級の決勝で愛媛県代表の立川新を判定で破って優勝を飾った。
愛知県一宮市にある大成中学に進むと、3年の時には全国中学校柔道大会で優勝を果たした。なおこの時は、同じ中学に通う1歳年下の弟である玄暉も55kg級で2位となっている。団体戦では3位だった。
大成高校に進むと、1年の時には全国高校選手権で決勝まで進んで神港学園高校1年の阿部一二三と対戦すると、有効を先取しながら1分過ぎに小外刈で敗れて2位に終わった。なお、試合を観戦していた父の稔彦は、「ぼくのときは、もっとけんか腰だった。“ウリャー”とか声を出して、何が何でも勝つとね」と感想を述べた。2年になると、全日本カデで優勝した。金鷲旗では3位にとどまった。インターハイ団体戦で3位になると、個人戦では決勝まで進んで松本第一高校3年の鳥羽潤と対戦するが、先に指導2を取りながら合技で逆転負けを喫して2位に終わった。
国体少年男子の部では、愛知県の56年ぶりの優勝に貢献した。全国高校選手権では決勝で小学生時代からのライバルである新田高校2年の立川と対戦すると、GSを含めて約13分の戦いの末に反則負けを喫して2年連続2位に終わった。一方、弟の玄暉は60kg級で優勝した。なお、団体戦でも2位にとどまった。3年の時には名古屋で開催された東アジア選手権に出場するも、決勝でダイコロの土井健史に敗れて2位にとどまった。団体戦ではチームの優勝に貢献した。金鷲旗ではチームを決勝へ導く活躍をするものの、国士舘高校戦ではポイントを取れず2位にとどまった。8月のインターハイでは個人戦の準決勝で立川に敗れて3位に終わった。団体戦では準決勝で日体荏原高校と対戦して勝利するものの、チームは敗れて3位にとどまった。
2016年に日本体育大学へ進学すると、1年の時には学生体重別の2回戦で敗れた。2年の時には全日本ジュニアで3位となった。3年の時には学生体重別で今大会を2度制した父親に続いて優勝を飾った。この際に、「何としても優勝したかったので、うれしい」とコメントした。体重別団体では同級生である66kg級世界チャンピオンの阿部などとともに活躍して、チームの初優勝に貢献した。2019年のヨーロッパオープン・オディヴェーラスでは3位に終わった。4年の時には優勝大会の準決勝で立川と引き分けるも、チームは敗れて3位にとどまった。
2020年4月からは神奈川県横浜市にある慶應義塾高校の教員となった。2021年4月には神奈川県予選で優勝して無差別の関東選手権に出場するも、初戦で100kg超級の選手である京葉ガスの岩尾敬太に反則負けした。2022年の実業個人選手権では優勝した。講道館杯では決勝まで進むも、了徳寺大学職員の大吉賢に腕挫十字固で敗れて2位にとどまった。グランドスラム・東京は東京オリンピック金メダリストである大野将平の代替で出場を果たすと、準決勝で講道館杯で敗れた大吉に反則勝ちするなど予想外の活躍で決勝まで進むも、パーク24の橋本壮市に技ありで敗れて2位に終わった。なお、2023年の世界団体メンバーに選ばれた。体重別では初戦で自衛隊体育学校の吉田優平に合技で敗れた。世界団体では初戦の韓国戦のみの出場だったが勝利すると、その後チームも優勝を飾った。
IJF世界ランキングは700ポイント獲得で66位（24/10/28現在）。

## 戦績
- 2009年 - 全国小学生学年別柔道大会 優勝（50kg級）
- 2012年 - 近代柔道杯 3位
- 2012年 - 全国中学校柔道大会 個人戦 優勝 団体戦 3位
- 2012年 - マルちゃん杯 3位
- 2013年 - 全日本カデ 3位
- 2014年 - 全国高校選手権 2位
- 2014年 - 全日本カデ 優勝
- 2014年 - 金鷲旗 3位
- 2014年 - インターハイ 個人戦 2位 団体戦 3位
- 2014年 - 国体 少年男子の部 優勝
- 2015年 - 全国高校選手権 個人戦 2位 団体戦 2位
- 2015年 - 東アジア選手権 個人戦 2位 団体戦 優勝
- 2015年 - 金鷲旗 2位
- 2015年 - インターハイ 個人戦 3位 団体戦 3位
- 2016年 - ブレーメンジュニア国際 2位
- 2016年 - オーストリアジュニア国際 3位
- 2017年 - 優勝大会 5位
- 2017年 - 全日本ジュニア 3位
- 2017年 - 学生体重別 5位
- 2018年 - 優勝大会 5位
- 2018年 - 学生体重別 優勝
- 2018年 - 体重別団体 優勝
- 2019年 - ヨーロッパオープン・オディヴェーラス 3位
- 2019年 - 優勝大会 3位
- 2022年 - 実業個人選手権 優勝
- 2022年 - 講道館杯 2位
- 2022年 - グランドスラム・東京 2位
- 2023年 - 世界団体 優勝
- 2024年 - 講道館杯　7位

（出典、JudoInside.com）